# Herrskapet Drittel på sommarnöje
Herrskapet Drittel på sommarnöje (finska: Kihlauskylpylä, alternativt Drittelin herrasväki kesää viettämässä) är en finländsk stumfilm från 1924, regisserad av Yrjö Norta och producerad av Lahyn-Filmi.
Drittel (John Nykänen) äger en margarinfabrik och affärerna går dåligt. I hopp om ekonomiskt stöd vill han gifta bort sin dotter Eeva (Siska Sainio) med sommarbadinrättningschefens äldre, men förmögne son Amor Higgson (Uuno Laakso). Eeva är inte intresserad av faderns förslag, hennes hjärta klappar för konstnären Leonardo Akvarell (Rurik Ekroos), men hon bestämmer sig ändock för att acceptera Higgson till sin äkta man, i alla fall för tillfället...

## Medverkande (urval)[1]
- Uuno Laakso - Amor Higgson
- John Nykänen - Drittel
- Siska Sainio - Eeva Drittel
- Rurik Ekroos - Leonardo Akvarell
- Terttu Sario - Eulalia Drittel
- Litja Ilmari - Amalia Drittel
- Lauri Sirelius - spafunktionär
- Iisakki Lattu - spafunktionär